# Gewoon knopmos
Gewoon knopmos (Phascum cuspidatum) is een bladmos behorend tot de familie Pottiaceae. Het mos komt voor op basenrijke, kalkrijke, vochtige, ook op langere droge pionierplaatsen zoals hellingen met open grond en akkers. Doorgaans is Phascum gemakkelijk herkenbaar aan het vrij grote formaat, het zittende, door holle perichaetiumbladen omhulde kapsel en de bladen met uittredende bladnerven.

## Determinatie
Het spitse glanzende mos, dat in kleine geelgroene kussentjes of zwermen groeit, is meestal 4 tot 5 millimeter hoog, soms wel 10 millimeter hoog. De bladeren zitten relatief los aan de bovenkant van de plant, terwijl ze aan de onderkant wat uitsteken. Als ze droog zijn, zijn ze gebogen en leunen ze dicht tegen elkaar aan. De hele bladeren zijn langwerpig en lancetvormig met een korte, rechte hoofdnerf. De bladranden lijken vaak naar achteren gebogen. Glasharen worden ook zelden gevonden. Het blad vertoont ook voornamelijk papillae laminacellen.
Vanaf de late zomer verschijnen de ongesteelde, donkerbruine tot roodbruin gekleurde, ovaalvormige sporenkapsels met een stompe punt, die meestal in de mosplant verzonken zijn tot ze volledig rijp zijn. De seta (kapselsteel) is meestal erg kort. De sporenkapsels produceren papillensporen met een diameter van slechts 0,025–0,04 mm. Als ze jong zijn, hebben de sporenkapsels een dopvormige calyptra.

## Ecologie
Gewoon knopmos is een winterpionier op vochtige tot droge, open, kalk- of in ieder geval basenrijke lichte klei, zavel, leem en kleiïg zand. Het staat onder meer in akkers, op opgespoten grond, op dijken, in bermen en in zandig stroomdalgrasland. Op de zware, kalkloze komklei in het rivierengebied komt het nauwelijks voor. 

### Syntaxonomie

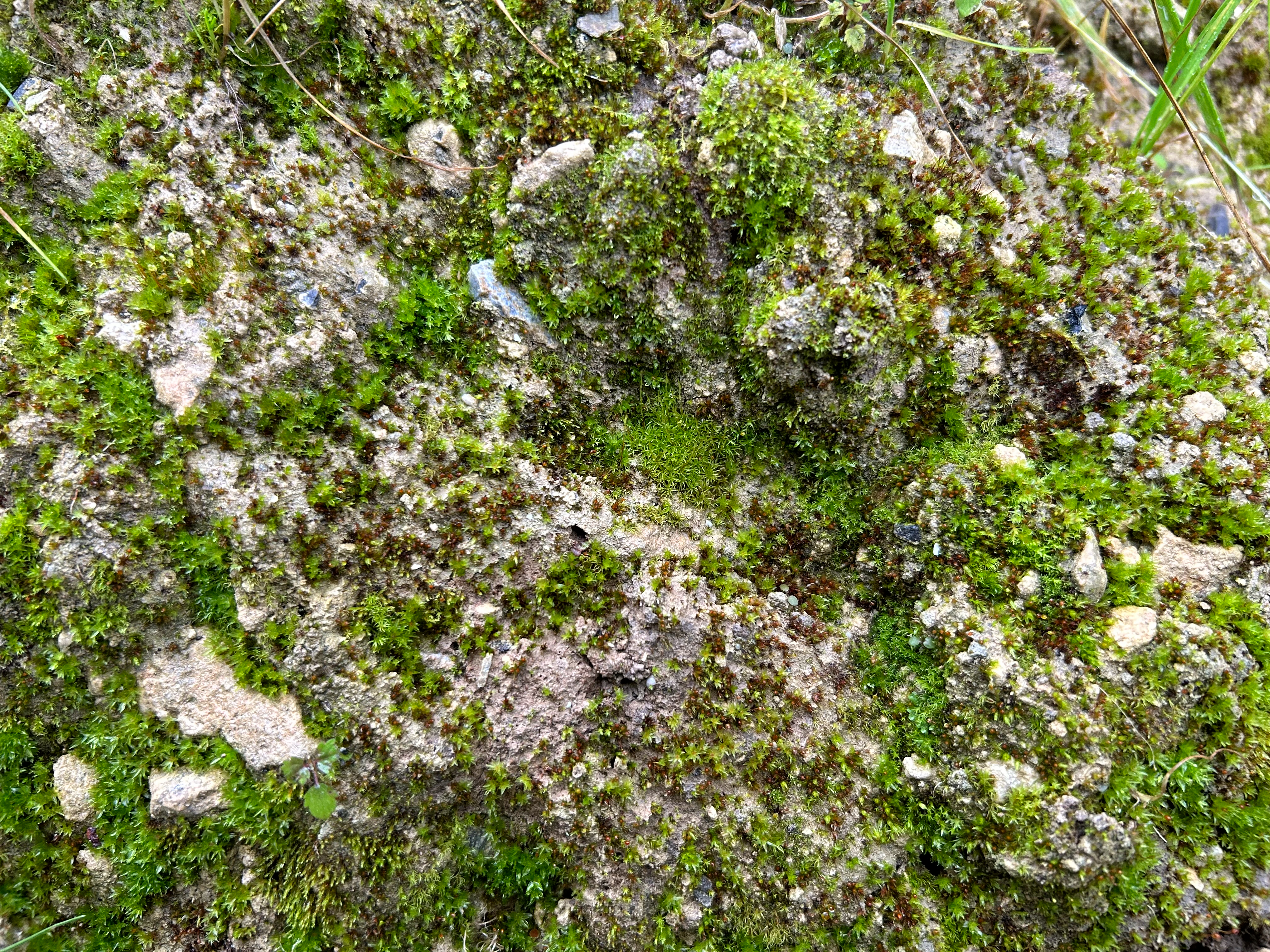
Gewoon knopmos in de kleimos-associatie, een associatie uit het knopmos-verbond.

In de syntaxonomie staat gewoon knopmos te boek als kensoort voor het knopmos-verbond (Phasion).

## Verspreiding
Het verspreidingsgebied van gewoon knopmos omvat het gehele gematigde noordelijk halfrond met voorkomen in Europa, het Nabije Oosten en Noord-Amerika en delen van Noord-Afrika.
In Nederland komt het algemeen voor. Het staat niet op de rode lijst en het is niet bedreigd. De soort is na 1980 ook ontdekt op de Waddeneilanden; elders zijn de contouren van het verspreidingsgebied ongeveer gelijk gebleven. De toename van het aantal vondsten is veroorzaakt door intensivering van het onderzoek in onder meer Groningen, Friesland, Zuid-Holland en Zuidoost-Brabant.

## Taxonomie
Volgens publicaties uit 2020 is het geslacht Phascum opgenomen in het geslacht Tortula. Phascum cuspidatum hiermee de nieuwe naam Tortula acaulon.

## Fotogalerij

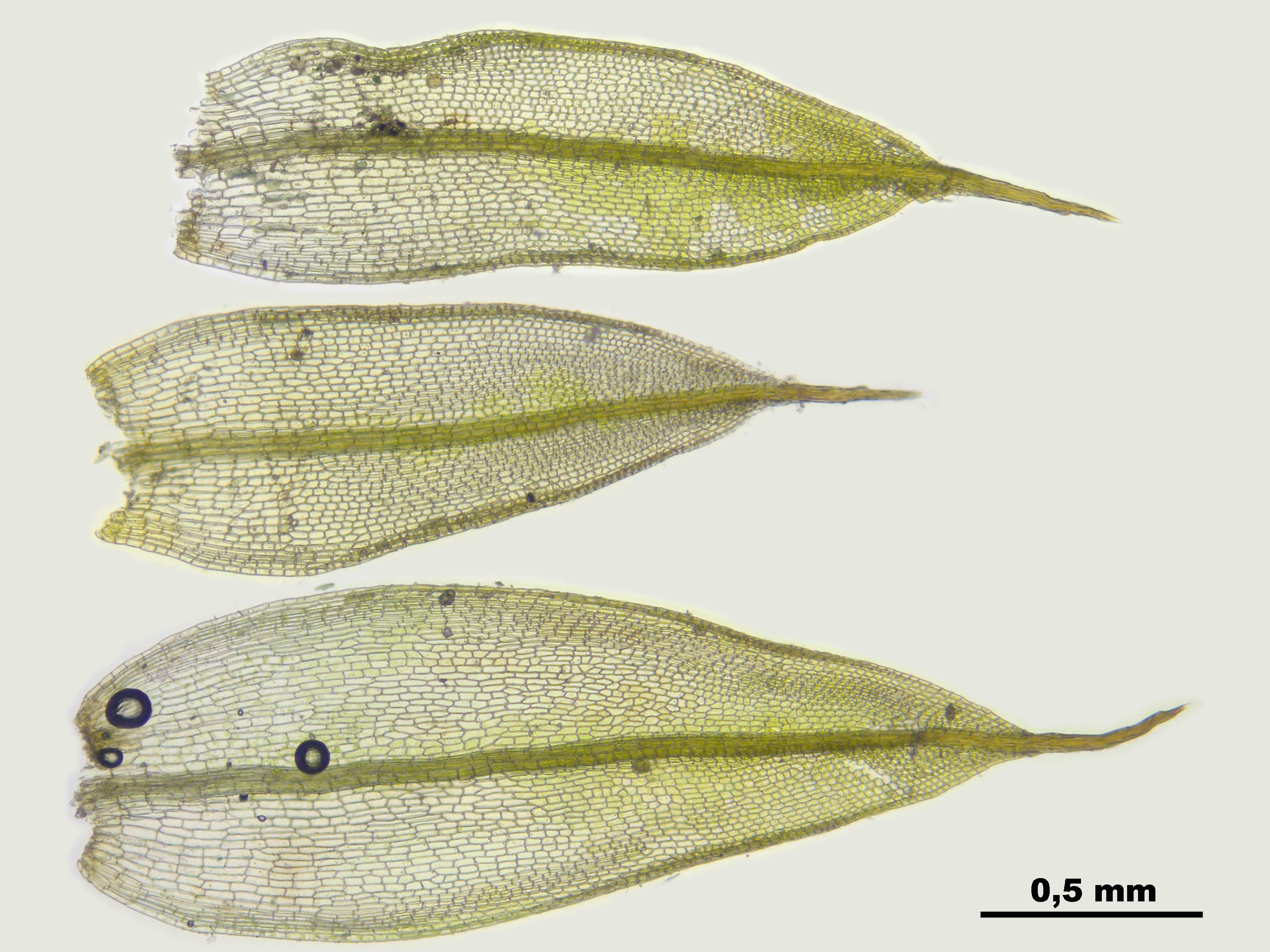
Bladeren
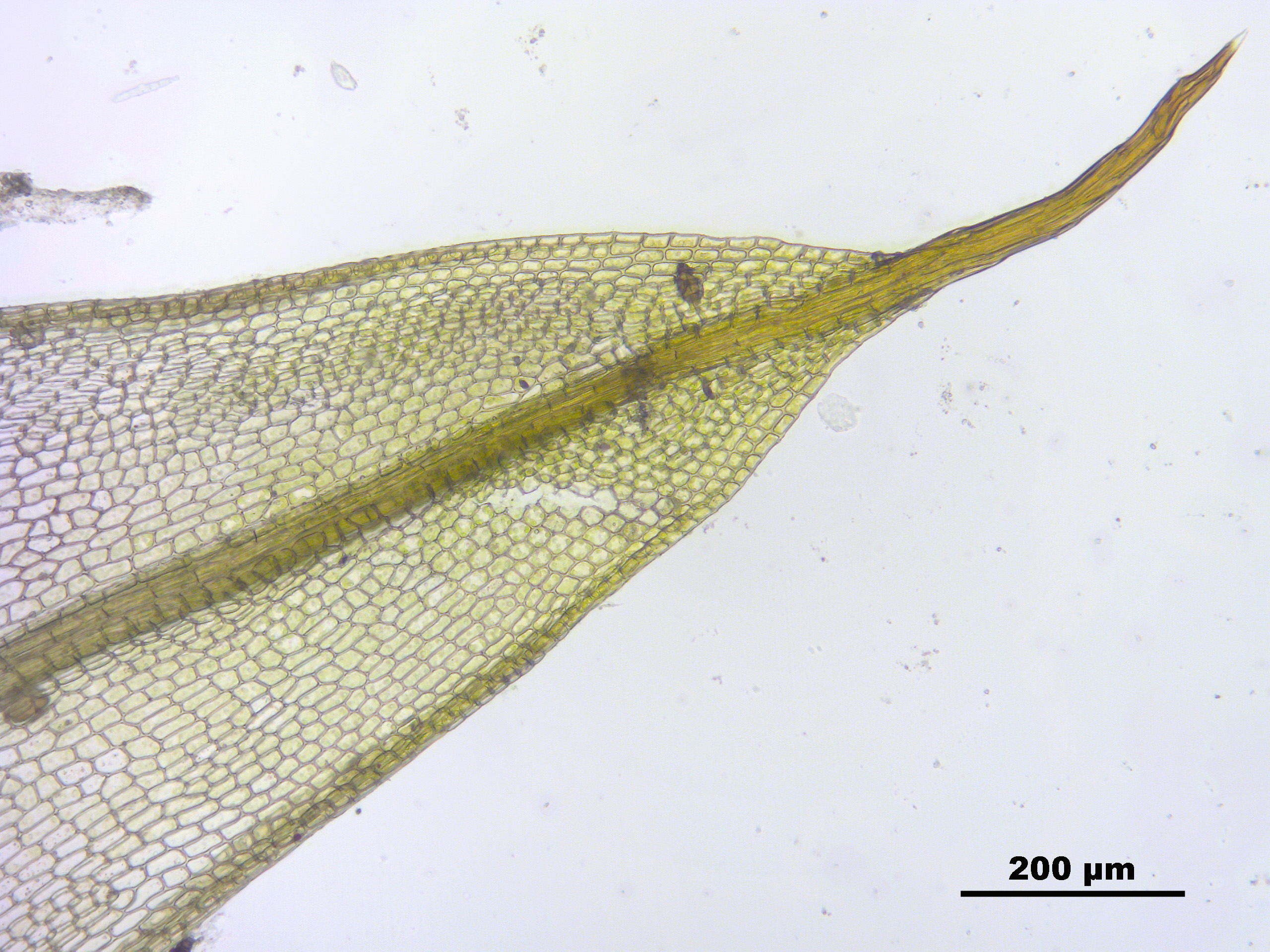
Bladcellen top
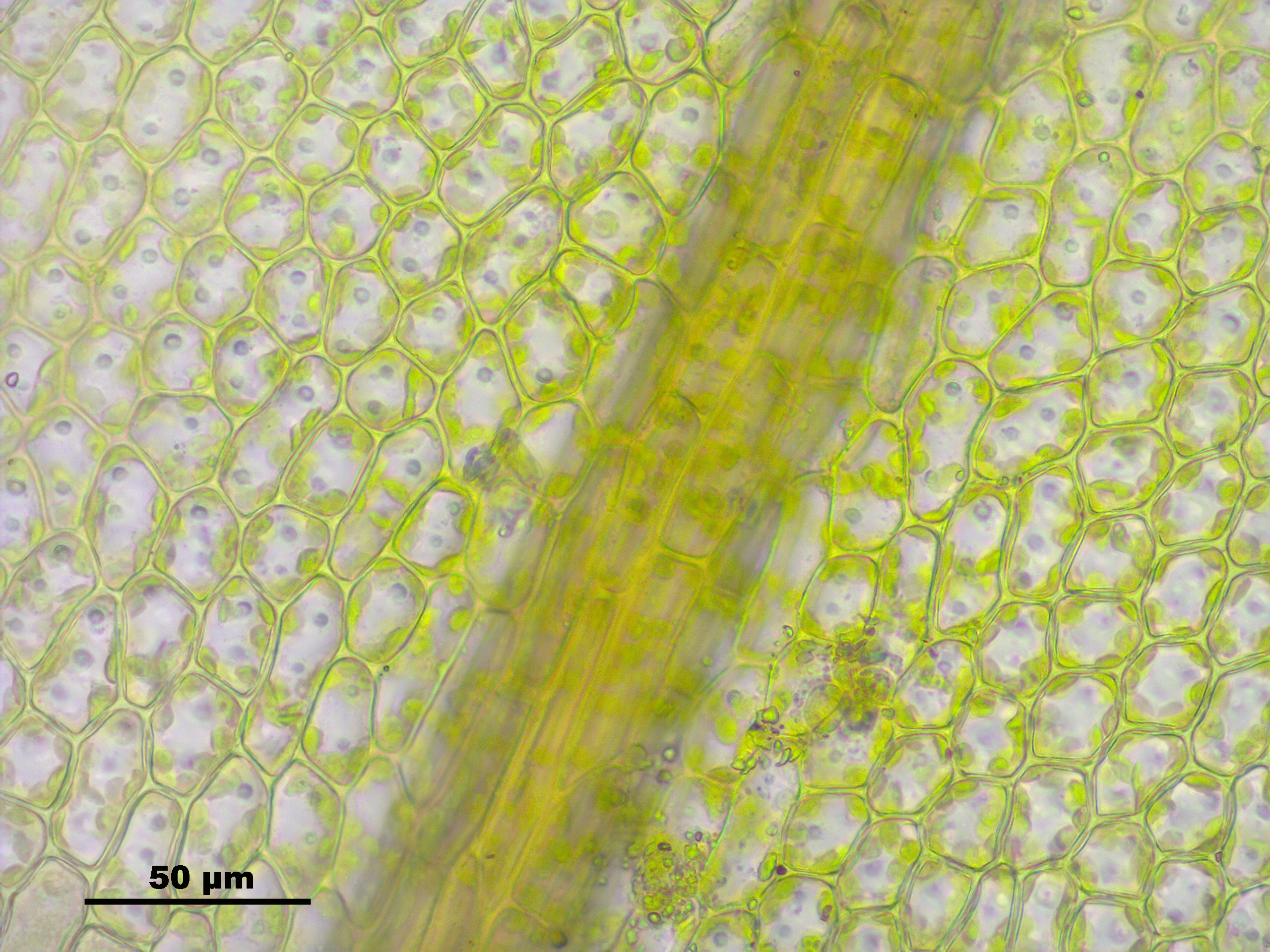
Bladcellen bladmidden
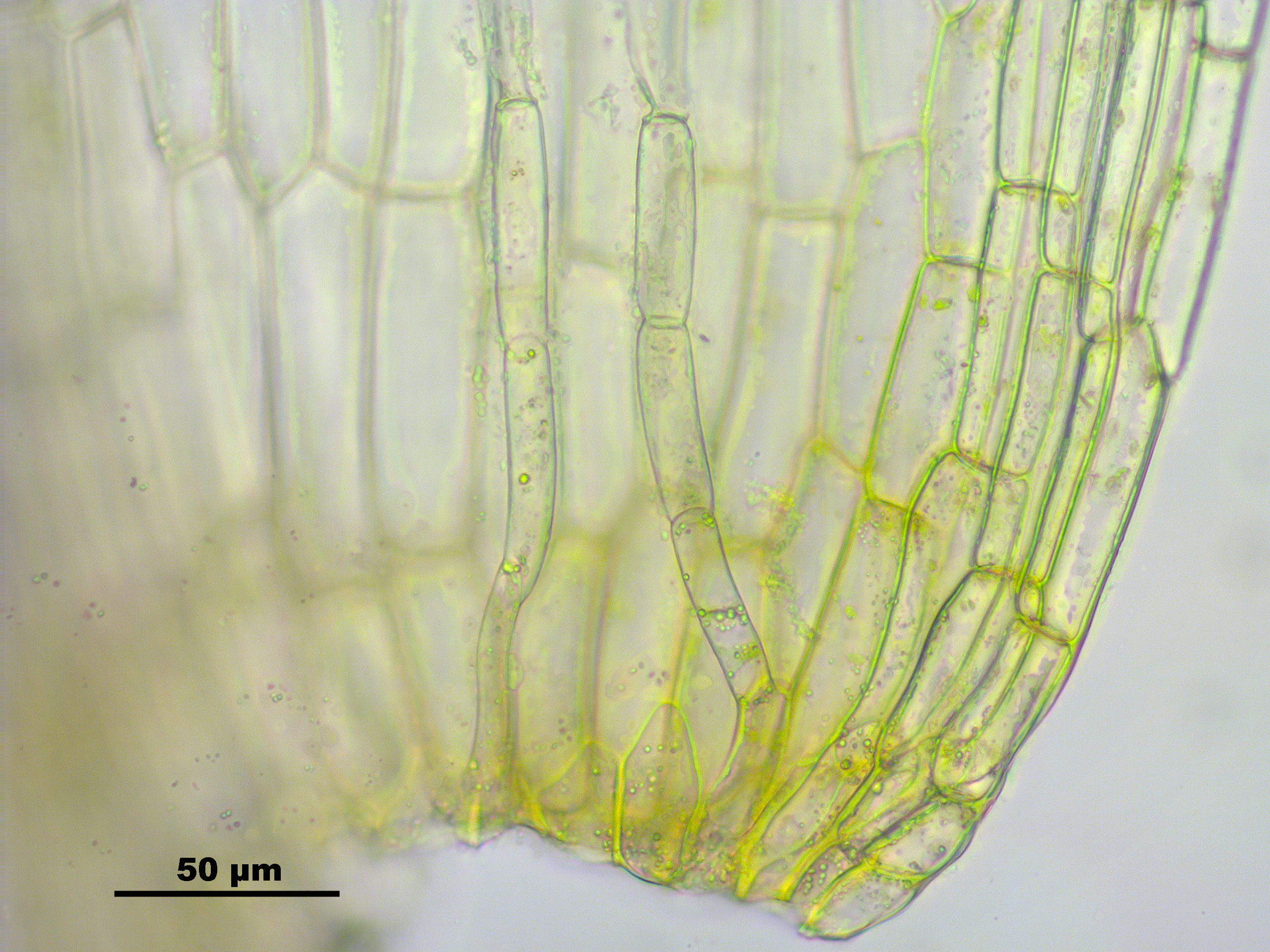
Bladcellen bladvoet
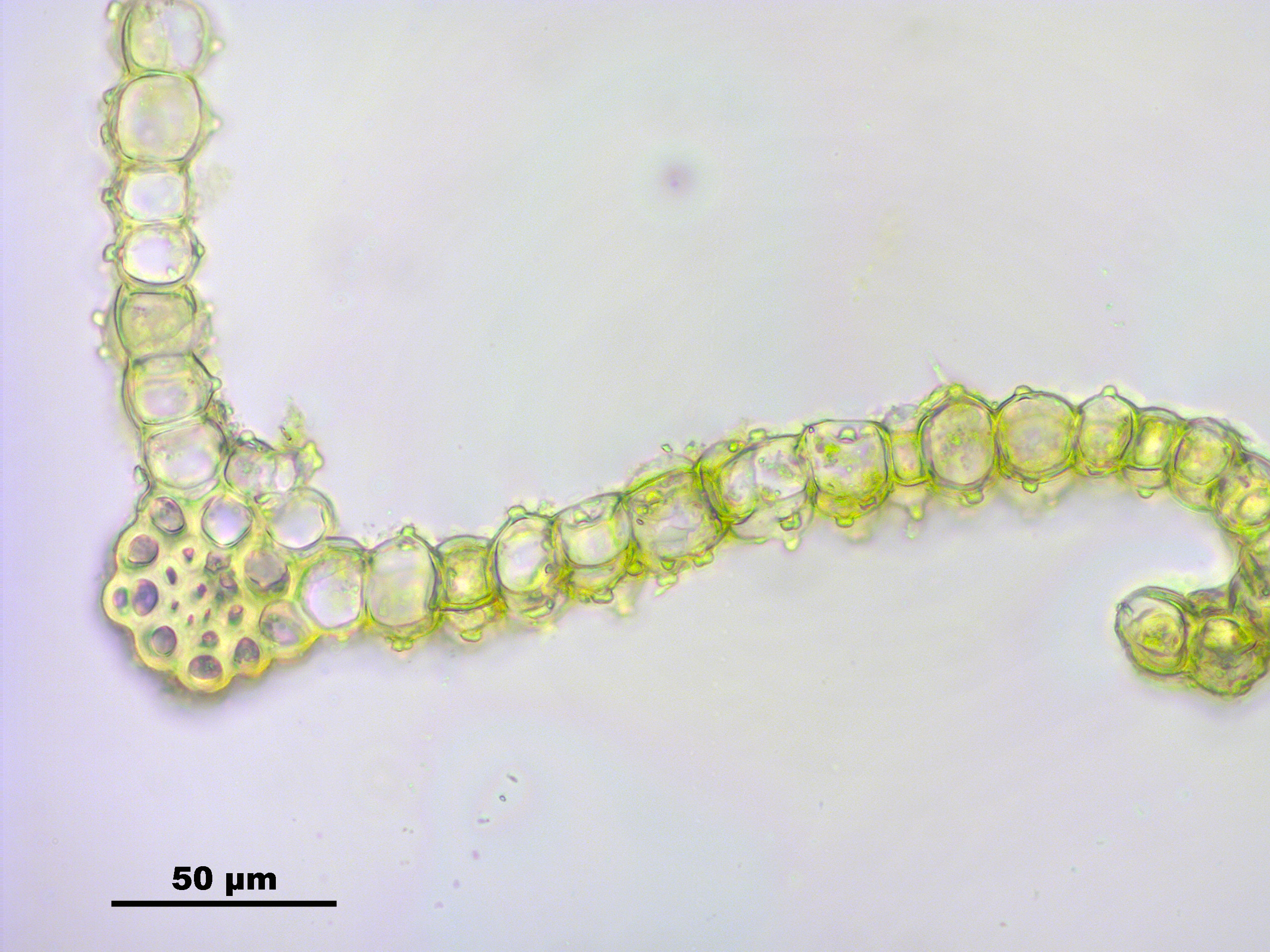
Bladdoorsnede
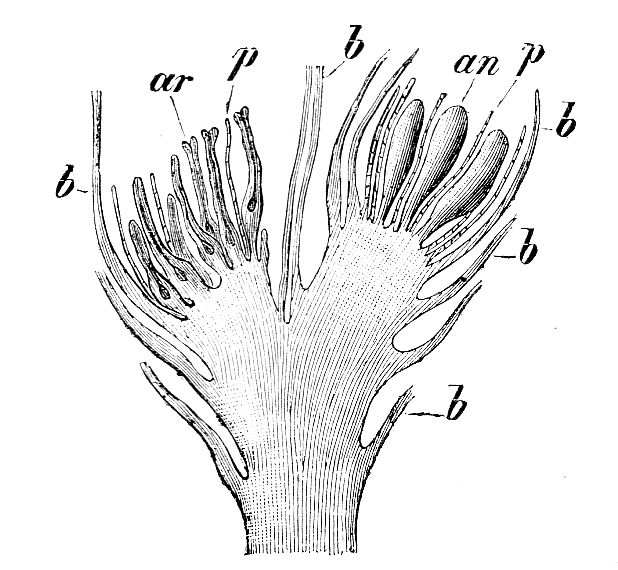
Gametangium
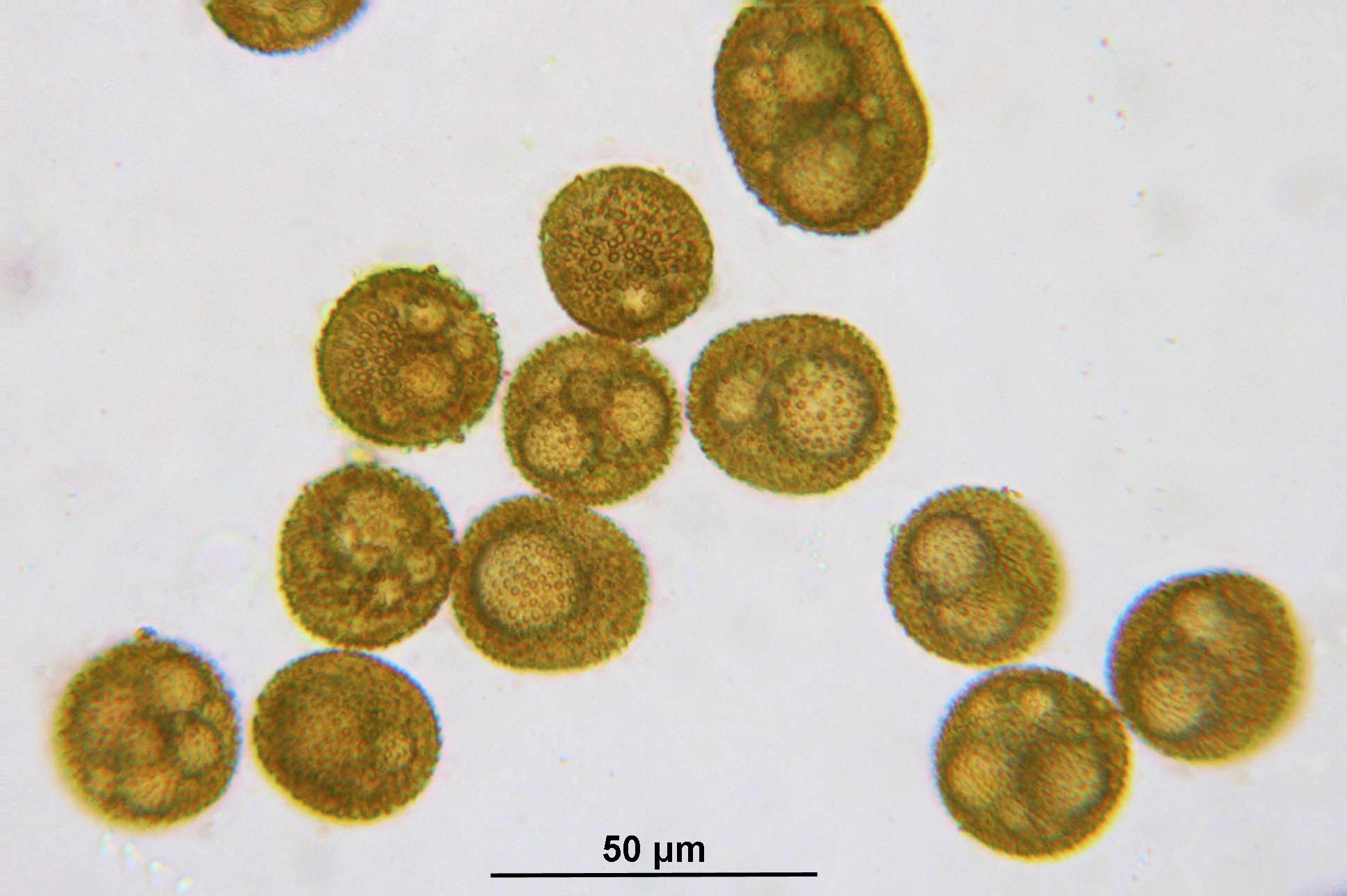
Sporen